# Zaifeng
Titre
Régent
2 décembre 1908 – 6 décembre 1911
(3 ans et 4 jours)
Zaifeng (載灃), second prince Chun (醇親王), né le 12 février 1883 à Pékin et mort le 3 février 1951 dans la même ville, est un prince mandchou de la dynastie Qing. Il est le père du dernier empereur de Chine, Puyi, de Pujie et de Puren, héritiers successifs du trône après leur frère.

## Biographie
Zaifeng est le deuxième fils de Yixuan, premier prince Chun, lui-même septième fils de l'empereur Daoguang. Il est le neveu de l'empereur Xianfeng, le cousin de l'empereur Tongzhi et le frère de l'empereur Guangxu. Son épouse est Youlan (en).
Il essaie de s'opposer au règne de Guangxu, mais en vain. À la mort de ce dernier en 1908, l'impératrice Cixi désigne le fils de Zaifeng , Puyi, comme héritier du trône de Chine. Il en est très heureux et devient un conseiller de son fils, lequel monte sur le trône à deux ans et dix mois . En tant que régent, sa gestion est catastrophique. Il appelle comme ministre Yuan Shikai qui a la responsabilité de négocier avec les républicains. Yuan Shikai, qui espère devenir empereur, accepte la proclamation de la république de Chine, devient président de celle-ci puis se proclame empereur en 1915, pour ensuite reconnaître s'être trompé et se prétendre défenseur dévoué de la République.
Après la proclamation de la République, Zaifeng gère les affaires de la cour impériale, jusqu'à l'expulsion de Puyi de la Cité interdite en 1924. Il vit ensuite à Pékin, puis à Tianjin. Après l'invasion japonaise de Mandchourie, il tente vainement de dissuader Puyi d'accepter le trône du Mandchoukouo. Il rend ensuite visite à son fils au Mandchoukouo, mais refuse de participer aux affaires du nouvel État, et même de s'y établir.
Avec la proclamation de la république populaire de Chine, Zaifeng est bien traité par le nouveau gouvernement. Il fait don à l'État chinois de son imposante bibliothèque et de sa collection d'art, mais est cependant exproprié de son palais en 1949.